# Mario Pašalić
Mario Pašalić (Mainz, 9. veljače 1995.) je hrvatski nogometaš, trenutačno igrač talijanskog prvoligaša Atalante.

## Klupska karijera
Nogometnu karijeru započeo je u lokalnom klubu NK GOŠK Kaštel Gomilica, da bi potom prešao u Hajduk Split. Godine 2006. je prešao u omladinsku školu Hajduka s kojim je potpisao stipendijski ugovor. Sa 17 godina u sezoni 2012./13. je zaigrao za seniorski sastav Hajduka. Svoj prvi derbi u hrvatskoj nogometnoj ligi je okrunio s dva zgoditka protiv Dinama 14. rujna 2013. godine na Poljudu kada je Hajduk slavio s 2:0. U Chelseaju je u 2015. godini poslan na drugu posudbu u Monaco. Hrvatski veznjak je potom posuđen talijanskom Milanu. U prosincu 2016. godine je Pašalić zabio svoj prvi pogodak za Milan u pobjedi protiv Crotonea.
U utakmici talijanskog Superkupa 2016. godine protiv Juventusa, zabio je pobjednički jedanaesterac u raspucavanju te je svom Milanu donio prvi trofej nakon 2011. godine. U veljači 2017. godine je u posljednjim trenucima ligaškog susreta protiv Bologne zabio jedini pogodak u gostima. Pašalić je odigrao cijelu utakmica za crveno-crne, gdje je posljednjih pola sata igrao s dva igrača manje.
U kolovozu 2017. godine je Pašalić ponovno posuđen, ovog puta u ruski Spartak. U prvom kolu Premijer lige je hrvatski reprezentativac debitirao s asistencijom nakon ulaska u 72. minuti. Na Stadion Krestovskij je moskovski Spartak izgubio s 5:1 u debiju Hrvata. U svojoj drugoj utakmici je Pašalić zabio svoj prvi pogodak za rusku momčad u porazu u derbiju protiv gradskih rivala CSKA.
U lipnju 2018. godine potvrđeno je da Pašalić prelazi u talijansku Atalantu na jednogodišnju posudbu s mogućnošću otkupa ugovora u vrijednosti od 15 milijuna eura.
Statistika u Hajduku
| Natjecanje        | Nastupi | Zgoditci |
| ----------------- | ------- | -------- |
| Prvenstvo         | 32      | 11       |
| Kup               | 3       | 0        |
| Superkup          | 1       | 0        |
| Međunarodne       | 3       | 0        |
| Splitski podsavez | 0       | 0        |
| Ukupno            | 39      | 11       |
| Prijateljske      | 8       | 2        |
| Sveukupno         | 47      | 13       |

Dobitnik Hajdučkog srca za sezonu 2013./14. kojeg mu je uručio tajnik Torcide, Petar Vidović.

## Reprezentativna karijera
U mlađim selekcijama ima nastupe u dobnim uzrastima: do 14, do 16, do 17, do 19 i do 21. 
Dana 4. rujna 2014. godine Mario je po prvi put nastupio za seniorsku nogometnu reprezentaciju Hrvatske u Puli na stadionu Aldo Drosina protiv Cipra. Prvi pogodak za reprezentaciju postigao je 7. listopada 2020. godine, u prijateljskom ogledu protiv Švicarske.
Dana 9. studenoga 2022. izbornik Zlatko Dalić uvrstio je Pašalića na popis igrača za Svjetsko prvenstvo 2022.

### Pogodci za hrvatsku nogometnu reprezentaciju
| Broj | Datum               | Mjesto                           | Protivnik | Pogodak | Konačan ishod | Natjecanje            |
| ---- | ------------------- | -------------------------------- | --------- | ------- | ------------- | --------------------- |
| 1.   | 7. listopada 2020.  | Kybunpark, St. Gallen, Švicarska | Švicarska | 1:2     | 1:2           | prijateljska utakmica |
| 2.   | 11. studenoga 2020. | Vodafone Park, Istanbul, Turska  | Turska    | 2:2     | 3:3           | prijateljska utakmica |

## Priznanja

### Individualna
- Mladi igrač sezone 1. HNL: 2013./14.
- Član momčadi sezone 1. HNL: 2013./14.
- 2024. Odlukom predsjednik Republike Hrvatske Zorana Milanovića odlikovan je Redom Danice hrvatske s likom Franje Bučara: "Za izniman uspjeh hrvatske nogometne reprezentacije, doprinos sportu i međunarodnom ugledu Republike Hrvatske te osvajanju 3. mjesta na 22. Svjetskom nogometnom prvenstvu u Državi Katru" [15]

### Klupska
Milan
- Supercoppa Italiana: 2016.

Atalanta
- UEFA Europska liga: 2023./24.
- Coppa Italia (finalist): 2018./19.,[16] 2020./21., 2023./24.[17]

### Reprezentativna
Hrvatska
- Svjetsko prvenstvo: 2022. (3. mjesto)[18]
- UEFA Liga nacija (2. mjesto): 2022./23.

## Vanjske poveznice
- Profil, Hrvatski nogometni savez
- Profil, Soccerway (engl.)
- Profil, Transfermarkt (engl.)